# Dél-amerikai U20-as női labdarúgó-bajnokság
A Dél-amerikai U20-as női labdarúgó-bajnokság (angolul: South American Under-20 Women's Football Championship spanyolul: Campeonato Sudamericano Femenino Sub-20) egy a CONMEBOL által kiírt nemzetközi női labdarúgótorna, amit 2004 óta rendeznek meg, a 20 éven aluli női labdarúgók számára.
A sorozat egyben selejtező is a U20-as női labdarúgó-világbajnokságra.
A címvédő és a legeredményesebb csapat a brazil válogatott 7 győzelemmel.

## Eredmények
| 2004 details   | Brazília | Brazília | Csoportkör | Paraguay  | Ecuador  | Csoportkör | Bolívia   |
| 2006 Részletek | Chile    | Brazília | Csoportkör | Argentína | Paraguay | Csoportkör | Peru      |
| 2008 Részletek | Brazília | Brazília | Csoportkör | Argentína | Paraguay | Csoportkör | Chile     |
| 2010 Részletek | Kolumbia | Brazília | 2 – 0      | Kolumbia  | Paraguay | 6 – 0      | Chile     |
| 2012 Részletek | Brazília | Brazília | Csoportkör | Argentína | Kolumbia | Csoportkör | Paraguay  |
| 2014 Részletek | Uruguay  | Brazília | Csoportkör | Paraguay  | Kolumbia | Csoportkör | Bolívia   |
| 2015 Részletek | Brazília | Brazília | Csoportkör | Venezuela | Kolumbia | Csoportkör | Argentína |

## Éremtáblázat
| # | Ország    |   |   |   |   |
| - | --------- | - | - | - | - |
| 1 | Brazília  | 7 | 0 | 0 | 7 |
| 2 | Argentína | 0 | 3 | 0 | 3 |
| 3 | Paraguay  | 0 | 2 | 3 | 5 |
| 4 | Kolumbia  | 0 | 1 | 3 | 3 |
| 3 | Venezuela | 0 | 1 | 0 | 1 |
| 4 | Ecuador   | 0 | 0 | 1 | 1 |

## Helyezések országonként
| Ország    | Győztes                                      | 2. helyezett         | 3. helyezett         | 4. helyezett   |
| --------- | -------------------------------------------- | -------------------- | -------------------- | -------------- |
| Brazília  | 7 (2004, 2006, 2008, 2010, 2012, 2014, 2015) |                      |                      |                |
| Argentína |                                              | 3 (2006, 2008, 2012) |                      | 1 (2015)       |
| Paraguay  |                                              | 2 (2004, 2014)       | 3 (2006, 2008, 2010) | 1 (2012)       |
| Kolumbia  |                                              | 1 (2010)             | 3 (2012, 2014, 2015) |                |
| Venezuela |                                              | 1 (2015)             |                      |                |
| Ecuador   |                                              |                      | 1 (2004)             |                |
| Bolívia   |                                              |                      |                      | 2 (2004, 2014) |
| Chile     |                                              |                      |                      | 2 (2008, 2010) |
| Peru      |                                              |                      |                      | 1 (2006)       |